# Екатов, Аркадий Никифорович
Екатов Аркадий Никифорович (19.06.1897 — 13.03.1941) — лётчик-испытатель 1-го класса. Заслуженный лётчик СССР (17 июля 1925 года). Погиб при испытаниях истребителя МиГ-3.

## Биография
Родился 19 июня 1897 в городе Вильнюс Российской империи.
Участник Первой мировой войны. 1915 окончил Московскую лётную школу. Сбил один самолёт противника, за что был награждён Георгиевским крестом.
Участвовал в Гражданской войне на стороне красных. С 1920 года работал лётчиком-испытателем на авиазаводе № 1 в Москве. Испытывал самолёты: Р-1, И-1, И-2, И-2бис, И-3, И-4, И-5, Р-5, И-7, И-15, Р-Z, И-15бис, И-153 «Чайка», Миг-1 и Миг-3.
Летом 1925 участвовал в знаменитом групповом перелёте Москва-Монголия-Пекин на Р-2.
В марте 1940 года стал испытателем на недавно созданном ОКБ Микояна. 5 апреля 1940 г. впервые поднял И-200 (прототип МиГ-1) № 01 в воздух.

## Смерть
Екатов погиб 13 марта 1941 во время испытательного полёта МиГ-3. С февраля 1941 проводились испытательные полёты МиГ-3 на дальность и расход топлива. Во время определения скороподъемности и максимальных скоростей по высотам с замером расхода горючего произошла катастрофа МиГ-3, которым управлял Екатов. Расследование показало, что ее причиной стало разрушение в воздухе крыльчатки нагнетателя мотора АМ-35А на режиме набора высоты, вследствие чего истребитель испытал резкий удар. При этом летчик ударился головой, потерял сознание и в таком состоянии находился до момента столкновения самолёта с землей.
Так как аналогичная проблема была выявлена и на госиспытаниях МиГ-3, военные потребовали немедленного решения данной проблемы.
Похоронен на Новодевичьем кладбище в Москве.